# Havezate Schoonheten

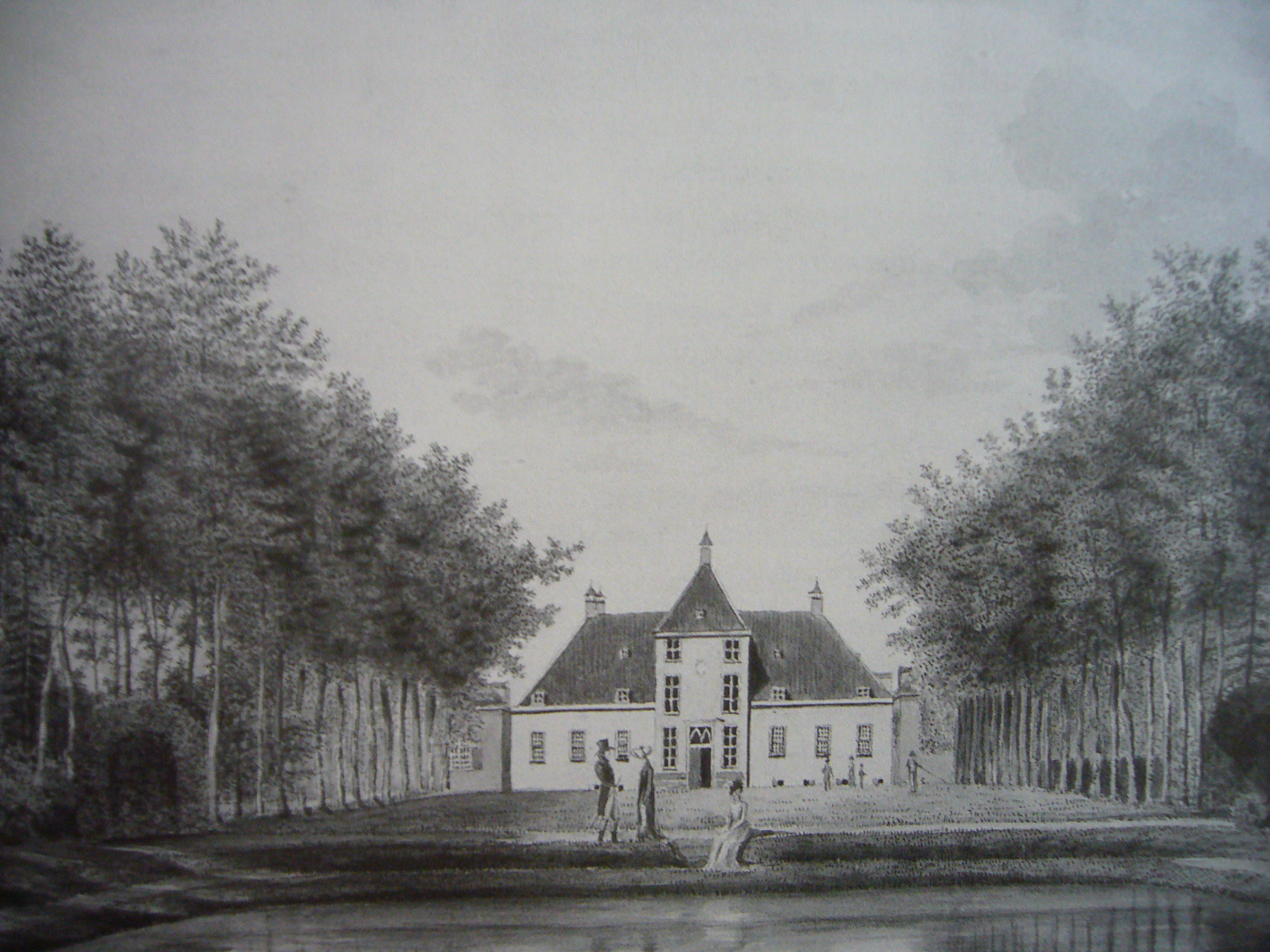
Schoonheten in 1807, aquarel door J. Snebbelie

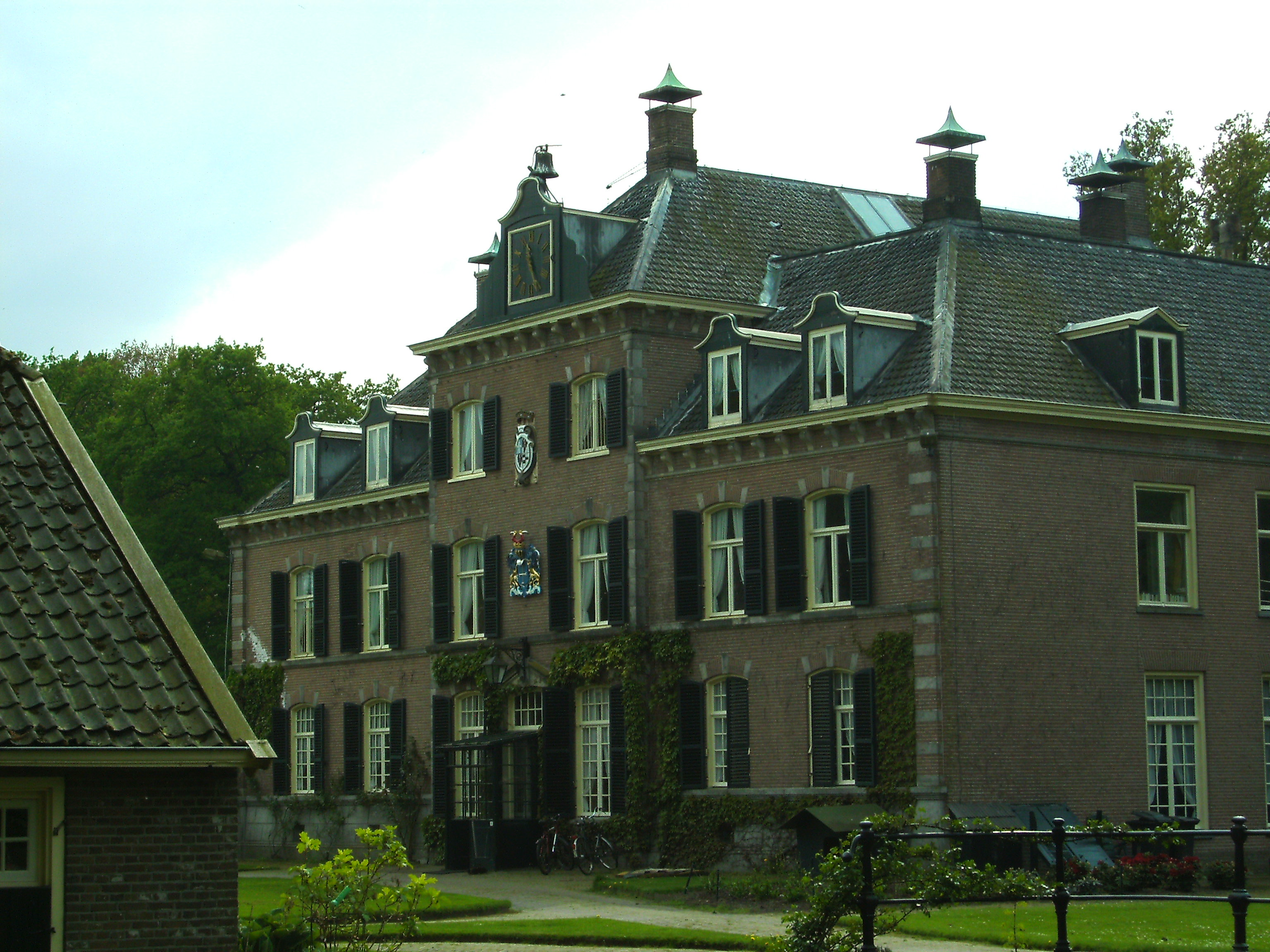
Havezate Schoonheten in mei 2009

Schoonheten is een 17e-eeuwse Nederlandse havezate in de gemeente Raalte (provincie Overijssel). Aan de oude weg van Deventer naar Luttenberg ligt het landgoed Schoonheten. Kern hiervan is 'kasteel Schoonheten' dat reeds in 1382 wordt genoemd. Voor het huis ligt een plein met twee bouwhuizen. Vroeger waren dat stallen en koetshuizen, tegenwoordig worden ze gedeeltelijk bewoond. Het huis met bijgebouwen is omgracht. Sinds jaar en dag wordt het landgoed bewoond door de familie Bentinck. Alle luiken van de huizen en boerderijen op het landgoed zijn beschilderd in blauw en wit, de kleuren van het familiewapen van de Bentincks.

## Landgoed Schoonheten
Het landgoed omvat 400 ha en ligt tussen de Veluwe en de Sallandse heuvelrug in de IJsselvallei, die door landijs gedurende het Pleistoceen is uitgeschuurd. Aan de Schoonhetenseweg liggen oude bossen, weilanden en akkergrond, ten oosten van de weg ligt ook de Schoonheterheide, een vochtig heideveld dat nooit in cultuur werd gebracht. Het is nu een natuurreservaat in beheer bij Landschap Overijssel, het Boetelerveld.

### De tuin
In 1919 is de tuin aan de zuidkant van het huis door architect Leonard Springer aangelegd. Vlak bij het huis is een grote moestuin met oude pruimen-, appels- en perenbomen. Achter het huis is een 'buitentuin' en een 'binnentuin', die tegenwoordig meer als familietuin wordt gebruikt. In 1917 liet Anne Gerard Wolter Bentinck in de buitentuin een tennisbaan aanleggen. In 1925 werd het bijstaande tennishuisje vervangen door Springer. Ook liet Anne Bentinck een schietbaan aanleggen, waar hij het pistoolschieten oefende.
De binnentuin ligt binnen de gracht. De vormen zijn geometrisch, er groeien bloemen en er worden groenten gekweekt.

### De duiventil
Naar Schoonheten rijdend ziet men 200 meter ten noorden van het huis een duiventil staan in een akker, die de 'Duivenslag' wordt genoemd. Het is een vierkante duiventil, drie bij drie meter groot. Hij staat op vier poten en is twee meter hoog. Op het puntige dak staat een torentje, waaronder vluchtgaten zijn. De buitenkant heeft een beschildering in de Bentinckkleuren, zandlopervormig, net als de luiken op de boerderijen.
Het recht op het houden van duiven werd in 1702 voorbehouden aan hen, die meer dan zes mudden grond bezitten. Onder het regime van de Fransen werd op 4 augustus 1789 het recht op duiven houden afgeschaft. Vanaf 1805 mochten mensen met jachtvergunning veldduiven houden. In 1807 werden alle duiventillen geregistreerd. Schoonheten mocht 100 paren duiven houden. Zij dienden voor consumptie en mest.
Tijdens de Tweede Wereldoorlog mochten geen duiven gehouden worden. De bezetter was bang dat ze als postduiven worden gebruikt.

### Herberg De Hertog van Portland
Hans Willem Bentinck (1647-1709) heette voluit Hans Willem Bentinck, heer van Rhoon en Pendrecht, Baron Cirencester, Viscount Woodstock, 1st Earl of Portland. Hij was een vertrouweling van koning-stadhouder Willem III. De mannelijke afstammelingen van zijn zoon Henry Bentinck dragen de titel 'Hertog van Portland'. Op Schoonheten herinnert de naam van de voormalige herberg De Hertog van Portland hier aan - Portlanderdijk 45-47.

### De Kreil
Op 15 juli 1867 kwam via een veiling het huis De Creil in bezit van de Bentincks. Dit erf heette eerst 'Kreijnck' of 'Kreijl', en kwam na het overlijden van Geertruid Kreijnck via een erfenis in 1553 bij Hendrik van Essen. Zijn nazaten bewoonden de boerderij generaties lang. Hendriks dochter Bertha trouwde in 1591 met Johan van Besten en kreeg De Kreil mee. Hun dochter Sophia van Besten trouwde met Herman Goossen Grubbe. Na hun echtscheiding had Sophie zoveel schulden dat zij De Kreil moest verkopen. De nieuwe eigenaar werd Hendrik ter Welberg. Zijn zoon Egbert verkocht in 1692 een deel van het erfgoed aan Eusebius Bentinck. De rest van De Kreil ging na zijn overlijden over op zijn zoon Joan. In 1754 verkocht deze De Kreil aan de familie Lindeman, die bestond uit vier broers en twee zusters. Bepaald werd dat de oudste broer eigenaar is. Na het overlijden van de vier broers werd Hendrika Lamberts-Lindeman eigenaresse, en in 1798 haar dochter Jacoba Lamberts. In 1843 werd De Kreil eigendom van Nicolaas Antonius Lamberts. Zijn erfgenamen verkochten het in 1867 aan Derk Bentinck. De Kreil bleef een boerenbedrijf tot 1958. In 1964 werd het huis grondig verbouwd door Rolf Bentinck van Schoonheten. Hij woonde er tot zijn moeder, die op Schoonheten woonde, overleed, waarna hij het huis ging bewonen. Zijn oudste dochter ging daarna op De Kreil wonen met haar gezin - Kreilemansweg 4.

### De ijskelder
Veel landgoederen hebben een ijskelder, zo ook Schoonheten. In 1819 liet Rudolph Floris Carel Bentinck een ijskelder bouwen. In deze ijskelder is in 1998 een Bechsteins vleermuis aangetroffen, voor zover bekend het enige exemplaar in Overijssel. Verder zijn er water- en grootoorvleermuizen en vooral franjestaartvleermuizen.

### Woning jachtopziener
Vooraan de noordelijke oprijlaan naar de havezate staat de woning voor de jachtopziener - Schoonhetenseweg 52.

## De havezate en haar bewoners

### De 17e eeuw
Gedurende tien generaties heeft de familie Bentinck op Schoonheten gewoond. De eerste was Hendrik Bentinck (overleden september 1639). Van zijn ouders erfde hij in 1596 Groot en Klein Wormer. In de loop van zijn leven kocht hij veel grond, huizen en boerderijen. In 1633 had hij genoeg grond en bezittingen om bij de Ridderschap en Steden op de Hof het recht van havezate aan te vragen. Hij kreeg het, op voorwaarde dat hij zijn hof (hoeve) verving door een adellijk huis. Dat deed hij niet; hij bouwde een geheel nieuw huis. Hendrik had o.a. de zonen, Eusebius Borchard en Bernard Berent, de vader van Hans Willem (1647-1709), die in 1689 de eerste Earl of Portland werd. Eusebius Borchard trouwde in 1670 met Elizabeth van Brakell, dochter van Diederik van Brakell (1638-1717) en Hendrina Schimmelpenninck van der Oye. Van hen stamden de volgende bewoners af.

### 18e en 19e eeuw
In de 18e eeuw werden de bouwhuizen voor het huis gebouwd en kwam er een vaste brug over de gracht. In 1775 brandde een deel van het koetshuis tegenover het huis af. Volkier Rudolph Bentinck liet daarna twee kwartcirkelvormige bouwhuizen neerzetten. Tussen de gebouwen door had hij uitzicht op de vijver en de Sallandse heuvelrug. Door landschapsarchitect Philip Willem Schonck liet hij in 1776 een tuin in Engelse landschapsstijl aanleggen. De vierkante vijver werd verlengd, en bijzondere bomen werden geplant. In de 19e eeuw werd het huis wit gepleisterd. In 1892 werd het huis uitgebreid en werden drie gevels door baksteen vervangen, alleen de zuidgevel is ook in de 21e eeuw nog wit.

### 1944
Op 13 november 1944 kregen de bewoners van Schoonheten, van de smederij, van boerderij de Kreil, van 't winkeltje en van de herberg 'de Hertog van Portland' van de Luftwaffe te horen dat zij het landgoed binnen een dag moesten verlaten. Er kwam een Sperrgebiet. Een maand later, op 16 december, werd er de eerste V1 raket gelanceerd; er volgden nog honderden raketten, die in de richting van Antwerpen werden afgeschoten. Toen de Canadezen eind maart 1945 oprukten, bliezen zij de lanceerbasis op.

### De huidige bewoners
Rudolph Floris Carel baron Bentinck, heer van Buckhorst (1847-1921) trouwde in 1870 met Henriette Adèle barones van Pallandt, vrouwe van Schoonheten (1850-1916). Zij kregen vier zonen, waarvan de oudste op middelbare leeftijd kinderloos overleed. Hun derde zoon Anne Gerard Wolter (1874-1937) trouwde in 1900 met Jacoba Ursula Philipse. Hun vierde zoon Maximiliaan Robert (1882-1961), trouwde tweemaal maar overleed kinderloos.
Het echtpaar Bentinck-Philipse kreeg twee dochters en een zoon; de oudste dochter Anna Cornelia barones Bentinck, trouwde 1924 met Jhr. mr. Cornelis ('Coo') Jacob Arnold den Tex, zoon van Cornelis den Tex. De andere dochter Henriëtte Adèle barones Bentinck trouwde 1924 met Idzard Louis Douwe baron Sirtema van Grovestins en hun zoon Rolf (1913-1990) trouwde met jonkvrouwe Elisabeth Wilhelmina Malvina (Elsie) de Brauw (1919-1991). Hij was de tiende generatie Bentinck die op Schoonheten woonde. Rolf en Elsie Bentinck van Schoonheten kregen vier dochters, die in Den Haag opgroeiden. Later verhuisden Rolf en Elsie naar Schoonheten, waar hun tweede dochter, Jacoba Ursula (1944) en hun jongste dochter Bonne Elisabeth Juliana (1956) anno 2010 in het grote huis wonen, hun oudste dochter Mamie (1942) op De Kreil en hun derde dochter Anna (1951) op Kortz.